# 切斯特菲爾德縣 (維吉尼亞州)
切斯特菲爾德縣 （英語：Chesterfield County）是美國維吉尼亞州東部的一個縣。面積1,132平方公里。根据美國2000年人口普查，共有人口259,903人。縣治切斯特菲爾德（Chesterfield）。
成立於1749年5月1日，5月25日生效。縣名來自第四代切斯特菲爾德伯爵。